# Assassinato de Lucas Terra
O assassinato de Lucas Terra ocorreu no dia 21 de março de 2001 em Salvador, no estado brasileiro da Bahia, e teria sido cometido por dois pastores da Igreja Universal do Reino de Deus. Antes do homicídio, Lucas Vargas Terra (Salvador, 20 de outubro de 1986 – Salvador, 21 de março de 2001), um adolescente de 14 anos de idade, também foi estuprado. 
O caso ganhou repercussão nacional e internacional. Sua foto apareceu pela primeira vez no jornal Correio em maio de 2001. Foi apresentado no Linha Direta da Rede Globo em 30 de novembro de 2006. Foi listado em 2019 pelo Correio como um dos crimes que "marcaram os últimos 40 anos na Bahia".
Lucas Terra teria sofrido agressões sexuais e sido queimado vivo supostamente pelo pastor Silvio Roberto Galiza, um bispo, um obreiro e um segurança da sede da Universal em Salvador. Até o momento, apenas o pastor Galiza foi condenado pela justiça. Após ser condenada por danos morais, a Igreja Universal pagou dois milhões de reais à família de Lucas Terra. O caso ainda está em aberto.
O júri popular do caso passou a ser adiado em março de 2020, devido a pandemia de COVID-19. Em 2021, foi aberta uma petição pública pedindo que o Poder Judiciário do Estado da Bahia marque a data do Tribunal do Júri. O julgamento do caso foi marcado para 25 de abril de 2023, no Fórum Ruy Barbosa, em Salvador. No dia 27 de abril de 2023, mais de 20 anos depois do caso, o Tribunal do Júri decidiu pela condenação dos pastores Fernando Aparecido da Silva e Joel Miranda a pena de 21 anos de reclusão pelo homicídio triplamente qualificado por motivo torpe, meio cruel e sem possibilidade de defesa da vítima.

## Crime
Na noite em que desapareceu, em 21 de março de 2001, o garoto ligou de um telefone público para seu pai, Carlos Terra, informando que estava com o pastor Silvio Roberto Galiza e devido ao horário ia dormir na Igreja Universal do Reino de Deus, no bairro do Rio Vermelho. Durante as buscas, o pastor Galiza contou versões contraditórias sobre a última vez que viu Lucas. Segundo o promotor do caso, Davi Gallo, o pastor se encontrava próximo ao telefone a que Lucas ligou e as buscas foram "desfocadas" por informações falsas.
Em 23 de março de 2001 foi encontrado um corpo dentro de um caixote queimado em um terreno baldio na Avenida Vasco da Gama. O corpo foi posto em espera ao longo de quarenta e três dias no Instituto Médico Legal (IML), aguardando exame de DNA. Foi apontado que o corpo seria o de Lucas Terra devido a uma mecha de cabelo e partes da roupa que ficaram intactas, o que dias depois foi confirmado pelo laudo pericial da polícia. O laudo médico revelou que houve uma tentativa de asfixiá-lo e que depois ele foi carbonizado a tal ponto que impossibilitou determinar a causa da morte e se houve abuso sexual ou não; este detalhe levou ao promotor crer que "certamente houve ato de violência sexual".
Os peritos criminais encontraram no corpo restos de tecido semelhantes ao encontrado na igreja do Rio Vermelho, ligando o crime a Galiza e a Universal. Lucas foi sepultado no Cemitério Bosque da Paz. O crime ocorreu dias antes do dia em que Lucas e seu pai imigrariam para a Itália, onde já vivia sua mãe, Marion Terra.

## Investigação e julgamentos

### Testemunhas
Segundo testemunhas o garoto era um membro muito participativo dentro da igreja e Galiza ficou obcecado por Lucas em pouco tempo, demonstrando uma atitude dominadora sobre ele. O pastor se incomodava quando Lucas ficava próximo às meninas e sempre o convidava para dormir na igreja com outros garotos, o que era desconhecido por Carlos Terra. Os superiores do pastor transferiram Galiza para outra instituição após descobrirem que ele dormiu na mesma cama com Lucas na igreja, enquanto os outros garotos dormiam em um cômodo separado. Porém, após a transferência, Galiza continuou a visitar a Universal que Lucas frequentava. O pastor já havia sido expulso de uma outra comunidade religiosa, o que lhe valeu ser apelidado de "O secretário do Diabo" pelos moradores do bairro.

As testemunhas que depuseram contra Galiza foram ameaçadas por outros membros da igreja. A testemunha que era a namorada de Lucas, A.P.R.M., de 17 anos de idade, disse que foi perseguida, humilhada e expulsa. O mesmo foi relatado pela testemunha M.O.C. 
 A equipe de reportagem do jornal A Tarde também foi ameaçada e perseguida por ordem do bispo João Leite, que acionou seus seguranças, impedindo que outros membros da igreja fossem entrevistados pelos jornalistas. Carlos Terra também foi ameaçado, o que o levou a pedir ajuda ao Ministério Público. O publicitário e amigo de Carlos Terra, Toni Costa, foi inscrito no programa de proteção a testemunha em 2003. Ao dar seu depoimento, em julho de 2002, o pastor Fernando ficou detido sob observação do juiz, após se contradizer várias vezes.

### Silvio Roberto Galiza
Em outubro de 2001 o inquérito foi concluído e Silvio Galiza passou a ser acusado pela morte de Lucas, mas sua prisão não foi decretada, o que só aconteceu após Carlos Terra acampar na porta do Ministério Público de Salvador. Os pais de Lucas recorreram a ONGs de defesa dos Direitos Humanos e o Ministério da Justiça. Carlos Terra foi entregar uma carta ao escritório da ONU (Organização das Nações Unidas) na Suíça, onde questionava a demora do julgamento e de onde vinham os recursos financeiros de Silvio Galiza para ser defendido por um dos advogados mais caros do Brasil, sendo que ele morava na periferia. Esses protestos culminaram com a marcação do primeiro julgamento, em junho de 2004.
Silvio Galiza foi condenado em 9 de junho de 2004 a 23 anos e 5 meses de prisão, que após recurso foram reduzidos para 18 anos e depois para 15. As principais provas para a condenação foram cinco testemunhas contra ele. O tribunal do júri considerou o crime como homicídio triplamente qualificado, e aceitou a tese da acusação que apontou que Galiza cometeu abuso sexual, matou e queimou o corpo da vítima.
A promotora Cleusa Boyda disse que "pra mim aquilo não era caso terminado. Porque eu fiquei sempre com aquela sensação que tinha mais gente envolvida naquilo, mas como saber se o próprio pastor negava a autoria dele e jamais iria dizer ... que alguém participou". O promotor Davi Gallo disse que Galiza é o autor do crime, mas que seria impossível ele ter feito aquilo sozinho.

### Joel Miranda Macedo e Fernando Aparecido da Silva
Ao ser entrevistado pelo Linha Direta, em 2006, Galiza estava acompanhado de sete advogados e apresentou uma nova versão do crime, como nas outras ocasiões. Sempre alegando sua inocência, mas desta vez acusando outros três membros da igreja, o bispo Fernando Aparecido da Silva, o pastor Joel Miranda Macedo e o segurança dos dois, Luis Claudio.
Segundo ele, Lucas teria morrido por contar a ele que viu Joel Miranda e Fernando Aparecido em um ato sexual. A declaração foi aceita pela promotoria. O advogado da defesa disse que a denúncia contra seus clientes seria uma estratégia de Galiza, após Aparecido e Miranda o afastarem "quando ficou constatado que o mesmo (Silvio) estaria levando garotos para dormir na mesma cama que ele, na igreja do Rio Vermelho, em Salvador." Em outra entrevista, Galiza disse que recebeu ameaças de um advogado da Universal e foi subornado para omitir fatos do crime.
Depois da denúncia, foi aberto em fevereiro de 2008 um processo contra Fernando Aparecido da Silva, que ficou preso, após ter passado um tempo foragido, e Joel Miranda Macedo, que continuou foragido. Dezoito meses após o início do processo eles receberam um habeas-corpus concedido pela Primeira Turma do Supremo Tribunal Federal (STF). Fernando Aparecido da Silva e Joel Miranda Macedo foram inocentados em novembro de 2013 pela juíza Gelzi Almeida, que alegou falta de provas. Após a família de Lucas recorrer da decisão, em setembro de 2015 o Recurso de Apelação foi julgado pelo Tribunal de Justiça da Bahia (TJ-BA), com os desembargadores decidindo por unanimidade que Joel Miranda Macedo e Fernando Aparecido da Silva fossem a júri popular.
Após a defesa dos dois acusados recorrer, a decisão do Tribunal de Justiça da Bahia foi anulada em novembro de 2018 pelo ministro Ricardo Lewandowski, do STF. Fazendo parte da ação da acusação, o Ministério Público da Bahia disse que a Procuradoria Geral da República (PGR) iria recorrer da decisão. Carlos Terra fez campanha pedindo julgamento pelo júri popular, até sua morte em fevereiro de 2019. Em sessão virtual, Lewandowski votou contra novamente em março de 2019 e a ministra Cármen Lúcia pediu vista, impedindo que os pastores fossem a júri popular naquele momento. Em último recurso, o STF decidiu em setembro de 2019 que os pastores da igreja Universal vão a júri popular.
O júri popular do caso passou a ser adiado em março de 2020, devido a pandemia de COVID-19. Em 2021, foi aberta uma petição pública pedindo que o Poder Judiciário do Estado da Bahia marque a data do Tribunal do Júri. O julgamento do caso foi marcado para 25 de abril de 2023, no Fórum Ruy Barbosa, em Salvador.
Em 27 de abril de 2023, o pastor Joel Miranda e o bispo Fernando Aparecido da Silva foram condenados a 21 anos de prisão em regime fechado. No primeiro dia do júri, cinco testemunhas de acusação e uma de defesa foram ouvidas. No segundo dia, as esposas dos dois pastores testemunharam a favor dos réus. Além disso, um bispo e dois pastores da Igreja Universal do Reino de Deus foram ouvidos. Os jurados se reuniram na sala especial para votação e decidiram que os réus eram culpados. A sentença foi proferida pela juíza Andréia Sarmento.

### Igreja Universal do Reino de Deus
Em outubro de 2007 o Superior Tribunal de Justiça, mantendo a decisão da 2.ª Câmara Cível do Tribunal de Justiça (TJ) da Bahia, de 14 de março, determinou que a Igreja Universal do Reino de Deus indenizasse à família de Lucas em um milhão de reais, por danos morais. Consta na decisão que: 
A decisão foi contestada pela defesa da igreja, alegando que o pastor não estava em horário de trabalho durante o crime. Porém o Superior Tribunal Justiça da Bahia manteve a decisão em favor da promotoria, que alegou que o pastor pediu que Lucas ficasse mais tempo na igreja e, em dezembro de 2008, com juros e correção monetária, a multa foi estimada em dois milhões de reais, valor que foi pago pela Universal.

## Impacto cultural

### Livros e filme
Em 2009 foi lançado um documentário que retrata a simulação do caso em quarenta minutos. Foi escrito e dirigido por Cláudio Factum e lançado na Bahia. Em 2016 foi lançado um livro sem fins lucrativos, titulado como "Lucas Terra - Traído pela obediência". Foi escrito pelo pai de Lucas Terra e distribuído de forma independente. Em 2019 foi lançado a continuação do primeiro livro, "Traído pela obediência", escrito por Carlos e Marion Terra. A versão digital foi lançada em 1 de maio de 2019, na Amazon. Em 2022 foi lançado o podcast "Caso Lucas Terra". Esse podcast foi criado, produzido e narrado por Daiane Polizel e Carla Moraes, e conta toda a história do crime através dos autos do processo, de entrevista com envolvidos e documentos públicos. Em 07 de novembro de 2023, a Família Terra lançou um projeto oficial intitulado "BookPlay - Lucas Terra, Traído Pela Obediência", onde está sendo narrado em áudio o livro de mesmo título. O BookPlay está disponível no Spotify e YouTube. 